# Procès IG Farben

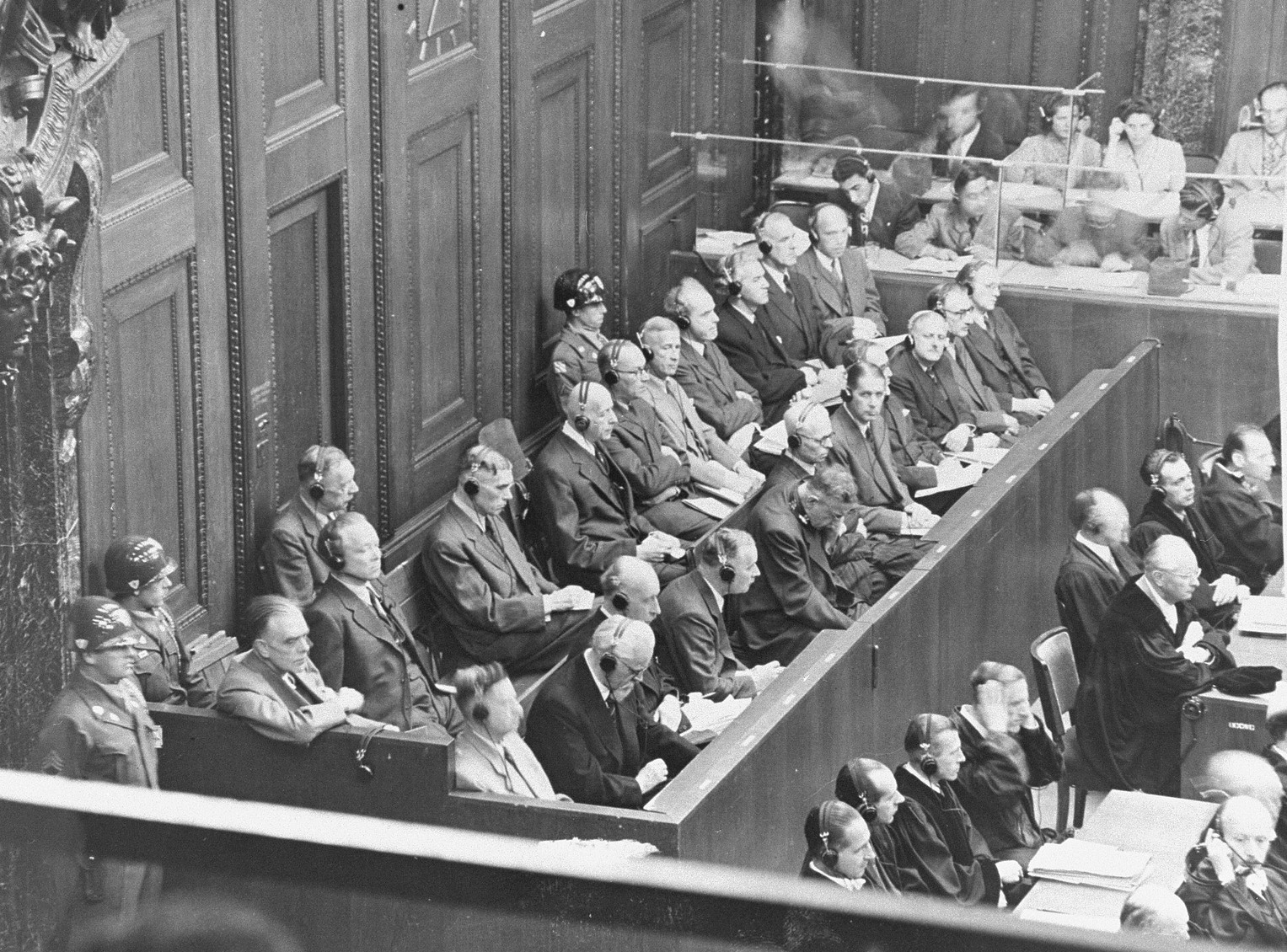
Le box des accusés le premier jour du procès (27 août 1947).

Le Procès IG Farben (officiellement The United States of America vs. Carl Krauch, et al.) est le sixième des douze procès pour crimes de guerre organisés après la fin de la Seconde Guerre mondiale par les autorités américaines dans leur zone d'occupation en Allemagne, à Nuremberg. 
Il a eu lieu du 27 août 1947 au 30 juin 1948. Au terme 2 ans d'enquête et de 11 mois de procès, sur les 24 accusés, 13 ont été condamnés à des peines de prison, 10 ont été acquittés et l'un des prévenus (Max Bruegemann, secrétaire du Vorstand), avait été libéré, non-jugé, avant le début du procès pour raisons de santé.

## Historique
Le procès contre IG Farben est le second des trois procès industriels, les deux autres étant contre Flick et Krupp. 
IG Farben était notamment connu pour avoir financé la campagne de Adolf Hitler et avoir développé le Zyklon B, le gaz des chambres de la mort.
En tête des vingt-quatre accusés figurent Carl Krauch, président du Conseil d'administration, et Hermann Schmitz (en), président du Conseil de direction. Vingt accusés étaient membres du Conseil exécutif. Les chefs d’accusation sont les mêmes pour tous : planification, préparation et exécution de guerres d’agression ; exploitation, asservissement et extermination de travailleurs forcés ; mais aussi participation à une conspiration visant à commettre des crimes contre la paix, des crimes de guerre et des crimes contre l’humanité. Les autres points de l’acte d’accusation comprennent les expérimentations criminelles sur les êtres humains, notamment sur les détenus des camps de concentration, la complicité dans le génocide, en particulier les gazages à Auschwitz et dans d’autres camps, ainsi que la fourniture de gaz toxiques à cet effet.
Joseph Borkin, conseiller économique en chef de la division anti-trust du département de la Justice des États-Unis de 1938 à 1946, fut responsable de l'enquête sur les cartels dominés par l'entreprise IG Farben durant la guerre.
| Prévenus                   | jugement final /chefs d'accusation (préparer et mener une guerre d'agression ; participer à un complot en vue d'une guerre d'agression), | Peines                   |
| -------------------------- | --- | ------------------------ |
| Fritz Gajewski             | Non coupable de tous les chefs | -                        |
| Heinrich Hörlein           | Non coupable de tous les chefs | -                        |
| August von Knieriem        | Non coupable de tous les chefs | -                        |
| Christian Schneider        | Non coupable de tous les chefs | -                        |
| Hans Kuehne                | Non coupable de tous les chefs | -                        |
| Carl Lautenschlaeger       | Non coupable de tous les chefs | -                        |
| Wilhelm Mann               | Non coupable de tous les chefs | -                        |
| Karl Wurster               | Non coupable de tous les chefs | -                        |
| Heinrich Gattineau         | Non coupable de tous les chefs | -                        |
| Erich von der Hyde         | Non coupable de tous les chefs | -                        |
| Carl Krauch,               | Coupable sur le chef de travail d'esclave                                                                                                | Condamné à six ans       |
| Hermann Schmitz            | Coupable sur le chef de pillage uniquement                                                                                               | Condamné à quatre ans    |
| Georg von Schnitzler       | Coupable de travail forcé et de pillage                                                                                                  | Condamné à sept ans      |
| Otto Ambros                | Coupable du seul chef de pillage | Condamné à cinq ans      |
| Ernst Bürgin               | Coupable sur le chef de travail d'esclave uniquement                                                                                     | Condamné à huit ans      |
| Friedrich Hermann ter Meer | Coupable sur le chef de pillage uniquement                                                                                               | Condamné à deux ans      |
| Heinrich Bütefisch         | Coupable sur le chef de travail d'esclave uniquement                                                                                     | Condamné à six ans ;     |
| Paul Haefliger             | Coupable du seul chef de pillage | Condamné à deux ans      |
| Max Ilgner                 | Coupable du seul chef de pillage | Condamné à trois ans     |
| Frédéric Jaehne            | Coupable du chef de pillage uniquement                                                                                                   | Condamné à un an et demi |
| Henri Oster                | Coupable du chef de pillage uniquement                                                                                                   | Condamné à deux ans      |
| Walter Dürrfeld            | Coupable du seul chef d'accusation de travail forcé                                                                                      | Condamné à huit ans      |
| Hans Kugler                | Coupable sur le chef de pillage uniquement                                                                                               | Condamné à un an et demi |
| Fritz ter Meer,            | Coupable de pillage, de vol qualifié, de meurtre de masse et de réduction en esclavage                                                   | Condamné à sept ans      |
| Carl Wurster (en)          | Non coupable de tous les chefs | -                        |

## Conclusions
La grande clémence des verdicts a été expliquée par deux raisons : 
- au moment de la défaite de l'Allemagne nazie, la direction d’IG Farben a fait détruire ou falsifier les archives de l'entreprise ;
- la direction d’IG Farben a pu s'assurer de bénéficier des services de « soixante des meilleurs avocats d’Allemagne », lesquels qui sont parvenus à imposer l'idée que seuls les crimes individuels pouvaient être poursuivis devant ce type de tribunal au regard du droit international[9].

Carl Krauch, membre du directoire de supervision d'IG Farben et promoteur du plan de quatre ans préparant l'économie du Troisième Reich à la guerre, est condamné à six ans de prison. 
La société IG Farben est dissoute par décret en 1950, puis démantelée en 1952.